# 米洛夫佐羅夫群礁
米洛夫佐羅夫群礁是俄羅斯的群礁，屬於法蘭士約瑟夫地群島的一部分，位於派耶爾島東北部的巴倫支海，由5個島嶼組成，行政方面由阿爾漢格爾斯克州負責管轄，全長2.5公里。
81°11′46″N 58°06′13″E / 81.19611°N 58.10361°E